# SN 1996bd
SN 1996bd – supernowa typu Ia odkryta 9 października 1996 roku w galaktyce A235926-0056. W momencie odkrycia miała maksymalną jasność 21,60m.